# Colotis ephyia
Colotis ephyia is een vlindersoort uit de familie van de Pieridae (witjes), onderfamilie Pierinae.
Colotis ephyia werd in 1829 beschreven door Klug.